# تشيب وايت
تشيب وايت (بالإنجليزية: Chip White)‏ هو ملحن أمريكي، ولد في 1946.